# Kebondanas
Kebondanas is een bestuurslaag in het regentschap Subang van de provincie West-Java, Indonesië. Kebondanas telt 6800 inwoners (volkstelling 2010).